# Vampiros modernos
Modern Vampires (Vampiros modernos) es una película estadounidense de comedia-terror de 1998 que parodia las películas de vampiros asociándolas con elementos típicos de la sociedad de los años 1990.

## Argumento
El Dr. Frederick Van Helsing (Rod Steiger), presidente del Instituto Van Helsing de Viena y descendiente de Abraham Van Helsing se encuentra en Los Ángeles persiguiendo al vampiro Dallas (Casper Van Dien) quien transformó a su hijo en vampiro veinte años atrás. Para ello contrata a una pandilla de gángsters negros que le ayuden en la labor. Según Van Helsing, Dallas se hizo amigo de su hijo Hans y lo convirtió en vampiro con la excusa de curarlo de una enfermedad genética. Van Helsing descubrió esto al enterarse de que su esposa era amante de su hijo vampirizado visitándolo en el mausoleo, así que mató a su hijo y su esposa se suicida poco después.
Dallas, después de muchos años en el exilio, regresa a Estados Unidos y específicamente a Los Ángeles después de que El Conde (Robert Pastorelli) lo condenó a muerte por haber fallado en matar a Van Helsing. Siendo perseguido tanto por Van Helsing como por el Conde aun así visita a sus queridos amigos vampiros Ulrike (Kim Cattrall), Urbane Vincent (Udo Kier), el artista Richard (Craig Ferguson) y su esposa eternamente embarazada Panthia (Natasha Andrejchenko).
Al mismo tiempo la joven vampira Nico (Natasha Gregson Wagner) se encuentra en un marasmo de muerte a lo largo de California sin control y amenazando revelar con ello la existencia de los vampiros, por lo que el Conde ordena su muerte. Eventualmente ella y Dallas se conocen y se hacen amigos. Dallas decide llevar a Nico a la casa donde nació ya que al parecer Nico no tiene claro nada sobre su vida humana. Esto resulta mala idea ya que Nico al encontrarse con su padrastro recuerda que éste abusó sexualmente de ella y lo asesina violentamente en venganza. Confronta a su madre -quien le confiesa que nunca la amó- y tras dejar la casa materna son atacados por los matones del Conde pero logran escapar. Dallas revela que él fue designado por El Conde para matar a Van Helsing pero no pudo al hacerse amigo de su hijo Hans. Decidió convertirlo en vampiro para curarlo de su enfermedad y así cambiar la actitud de Van Helsing hacia la comunidad vampira, sin éxito.
Después de esto Nico se hace amiga de Rachel (Natasha Lyonne) una humana, con quien asiste a una fiesta de adolescentes. Dallas visita al Conde y le pide perdón así como que le deje entrenar a Nico, el Conde declina y le dice que entregue a Nico o él y todos a quienes quieren sufrirán muertes horribles.
Van Helsing y su pandilla de cazavampiros negros Time Bomb (Gabriel Casseus), Soda Pop (Victor Togunde), L'il Monster (Cedrick Terrell), y Trigger (Flex Alexander) atacan la casa donde se encuentran los amigos de Dallas asesinando al artista Richard y su esposa embarazada Panthia con estacas, luego atan a Ulrike (Kim Cattrall) a la cama y la violan -sin que Van Helsing supiera de esto- antes de matarla. Lo que los pandilleros negros no sabían es que tener sexo con un vampiro transmite el vampirismo (es decir, es una enfermedad venérea) por lo que se convierten en los primeros vampiros negros y traicionan a Van Helsing. Dallas se alía con ellos y les explica no sólo que son los primeros afroamericanos convertidos en vampiros sino que el Conde es racista y los destruirá si se entera.
Dallas decide negociar con el Conde, le entregará a Van Helsing si le permite tener a Nico. El Conde acepta así que Dallas se dirige a entregar a Van Helsing pero son interceptados por los matones del Conde quienes toman a Nico y a Van Helsing y los entregan al Conde. Nico es atacada a una silla, le inyectan cocaína en la sangre y luego absorben la sangre drogada con una máquina extractora, lo que aparentemente tiene un efecto similar a aspirar cocaína en vampiros. Van Helsing está a punto de ser decapitado, pero la intervención de Dallas y los pandilleros negros lo salva. Después de varias balas y estacas el Conde y sus hombres son asesinados. Dallas, Rachel y Nico deciden hacer un trío y Van Helsing parte a la calle clamando perdón a Dios por haber asesinado a su hijo, mostrando los colmillos en la boca que denotan que fue convertido en vampiro.

## Influencia cultural
La película toca diferentes temas que asocian la mitología de los vampiros con el mundo real, como la mafia (el Conde es presentado como un jefe mafioso), el uso de drogas recreativas, el racismo, el abuso sexual, las pandillas, la homosexualidad, el SIDA y el psicoanálisis tanto en cuanto al Complejo de Edipo como en el Complejo de Electra.